# 圣科隆布德维勒讷沃
圣科隆布-德维勒讷沃（法語：Sainte-Colombe-de-Villeneuve，法語發音：[sɛ̃t kɔlɔ̃b də vilnœv]）是法国洛特-加龙省的一个市镇，属于洛特河畔新城区。

## 地理
圣科隆布-德维勒讷沃（44°21'34"N, 0°39'33"E）面积18.92 平方千米，位于法国新阿基坦大区洛特-加龍省，该省份为法国西南部内陆省份，北起多爾多涅省，西接吉倫特省和朗德省，南至热尔省，东临塔恩-加龙省和洛特省。
与圣科隆布-德维勒讷沃接壤的市镇（或旧市镇、城区）包括：阿莱和卡兹讷沃、比亚斯、卡斯泰拉、多尔迈拉克、皮若勒、圣安托万-德菲卡尔巴、桑巴。
圣科隆布-德维勒讷沃的时区为UTC+01:00、UTC+02:00（夏令时）。

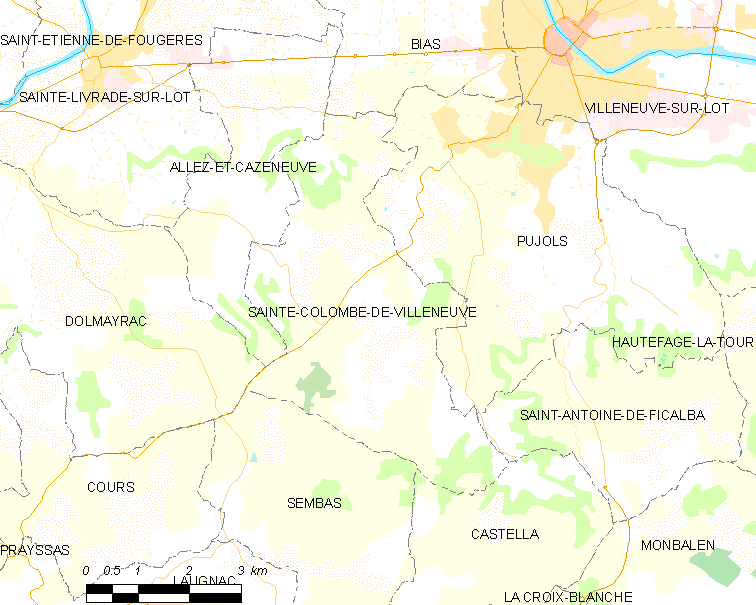
圣科隆布-德维勒讷沃的OSM定位图

## 行政
圣科隆布-德维勒讷沃的邮政编码为47300，INSEE市镇编码为47237。

## 政治
圣科隆布-德维勒讷沃所属的省级选区为洛特河畔新城第二县。

## 交通
洛特-加龙省省道D118线和D220线在境内交汇。

## 人口

1962-2008年间圣科隆布-德维勒讷沃人口变化图示

圣科隆布-德维勒讷沃于2022年1月1日时的人口数量为498人。